# Prima Divisione 1936-1937 (pallacanestro maschile)
La Prima Divisione 1936-1937 ha rappresentato il secondo livello del 17º campionato italiano di pallacanestro maschile, è il 7° organizzato dalla FIP.
La fase finale della manifestazione è stata organizzata a Chieti il 21, 22 e 23 maggio 1937. Il campionato è stato infatti suddiviso nella prima fase di qualificazione a Gironi Eliminatori di Comitato Esecutivo, ed in un'ulteriore fase a gironi, che ha poi qualificato quattro squadre alla fase finale.

## Fase eliminatoria

### Comitato Esecutivo di Torino
Squadre partecipanti:
DL Maggiani Torino; DL FIAT Torino;Ginnastica Torino B;G.S. Lancia Torino;G.S. Michelin Torino

### Comitato Esecutivo di Milano
Squadre partecipanti:
S.G.M. Forza e Coraggio 1870 ; DL Aziendale Pirelli; Ass. Naz. Bersaglieri;DL Borletti B;GUF Bergamo;S.S. Comando Federale Cremona

### Comitato Esecutivo di Pavia
Squadre partecipanti:
DL Marzotto Mortara;G.R. Fascista Casale;F.G.C. Vigevano

### Comitato Esecutivo di Venezia
Squadre partecipanti:
Reyer Venezia B;S.P. Audax Venezia; GUF Treviso; FGC "Tito Fumei" Padova; OND "E. Cappellozza" Padova 

### Comitato Esecutivo di Trieste
Squadre partecipanti:
DL Interchimici Trieste; DL Pubblico Impiego; S.G. Triestina B;CRDA Trieste;CRDA Monfalcone;D.M.M. Trieste

### Comitato Esecutivo di Genova
Squadre partecipanti:
Pol. Giordana Genova A; Pol. Giordana Genova B; G.S. Fascista Rari Nantes Camogli

### Comitato Esecutivo di Bologna
Squadre partecipanti:
Fortitudo Bologna;GUF Ferrara;Virtus Bologna B;GUF Bologna;Pro-Juventute Bologna;FGC Rimini; DL Ferroviario Bologna;GUF Modena;GUF Ravenna

### Comitato Esecutivo di Firenze
Squadre partecipanti:
GUF "Mussolini" Siena;GUF "Menabuoni" Firenze;NUF Viareggio;Comando Federale Siena;Comando Federale Livorno;Rari Nantes Firenze 

### Comitato Esecutivo di Ancona
Squadra partecipante:
GUF Ancona 

### Comitato Esecutivo di Perugia
Squadra partecipante:
Soc. Pol. Perugia 

### Comitato Esecutivo di Littoria
Squadra partecipante:
Comando Federale di Littoria 

### Comitato Esecutivo di Aquila
Squadra partecipante:
FGC Chieti 

### Comitato Esecutivo di Napoli
Squadre partecipanti:
A.P. Napoli B;NUF Castell. di Stabia; DL Risanamento Napoli

### Comitato Esecutivo di Bari
Squadre partecipanti:
FGC Palo del Colle ;GUF Foggia;GUF Taranto;GUF Bari;OND Matera

### Comitato Esecutivo di Palermo

#### Classifica
|  | Pos. | Squadra                  | Pt | G | V | P | PtF | PtS | Diff. |
|  | ---- | ------------------------ | -- | - | - | - | --- | --- | ----- |
|  | 1.   | Comando Federale Palermo | 14 | 8 | 6 | 2 | 158 | 128 | 30    |
|  | 2.   | CF Morabito Messina      | 14 | 8 | 6 | 2 | 184 | 157 | 27    |
|  | 3.   | GUF Palermo              | 13 | 8 | 5 | 3 | 152 | 130 | 22    |
|  | 4.   | GUF Catania              | 9  | 8 | 3 | 5 | 126 | 138 | -12   |
|  | 5.   | GUF Messina              | 8  | 8 | 0 | 8 | 90  | 157 | -67   |

Legenda:
      Ammessa alla finale regionale.
Regolamento:
Due punti a vittoria, uno a sconfitta.
Note:
Il GUF Catania ha scontato 1 punto di penalizzazione.

### Comitato Esecutivo dell'Urbe
Squadre partecipanti:
S.S Parioli Roma; S.S. Lazio B

## Fase qualificazione

### Girone A

#### Classifica
|  |    | Classifica finale            | Pt | G | V | P | PF  | PS  |
|  | -- | ---------------------------- | -- | - | - | - | --- | --- |
|  | 1. | S.S. Forza e Coraggio Milano | 12 | 6 | 0 | 0 | 142 | 96  |
|  | 2. | Polisportiva Giordana Genova | 10 | 4 | 2 | 0 | 116 | 108 |
|  | 3. | Dop. Maggiani Torino         | 5  | 1 | 3 | 2 | 68  | 114 |
|  | 3. | GUF Mussolini Siena          | 5  | 1 | 3 | 2 | 51  | 59  |

### Girone B

#### Classifica
|  |    | Classifica finale        | Pt | G | V | P | PF  | PS  |
|  | -- | ------------------------ | -- | - | - | - | --- | --- |
|  | 1. | Dop.Int. Chimici Trieste | 8  | 4 | 0 | 0 | 120 | 74  |
|  | 2. | Fortitudo Bologna        | 5  | 1 | 3 | 0 | 104 | 132 |
|  | 3. | Reyer Venezia B          | 5  | 1 | 3 | 0 | 91  | 110 |

### Girone C

#### Classifica
|  |    | Classifica finale | Pt | G | V | P | PF | PS |
|  | -- | ----------------- | -- | - | - | - | -- | -- |
|  | 1. | S.S. Parioli Roma | 4  | 2 | 0 | 0 | 94 | 30 |
|  | 2. | GUF Ancona        | 2  | 0 | 2 | 0 | 30 | 94 |

- Di questo girone facevano anche parte la Polisportiva Perugia e il Comando Federale di Littoria che hanno rinunciato

### Girone D
Con il ritiro del F.G.S. Chieti,il F.G.S. Palo del Colle risulta vincitore del proprio girone e disputerà gli incontri di qualificazione con la vincente del girone E.

#### Spareggi per la qualificazione alla fase finale
| Palo del Colle 4 marzo 1937 | F.G.S. Palo del Colle | 11 – 12 | Pallacanestro Napoli B |  |

| Napoli 11 marzo 1937 | Pallacanestro Napoli B | 24 – 13 | F.G.S. Palo del Colle |  |

### Girone E

#### Risultati
| Napoli 21 marzo 1937 | SSP Napoli B | 20 – 17 | CF Palermo |  |

| Palermo 26 marzo 1937 | CF Palermo | 17 – 24 | SSP Napoli B |  |

La Pallacanestro Napoli si qualifica.

## Fase finale

### Risultati
| Chieti 21 maggio 1937 | DL Interchimici Trieste | 21 – 26 | S.S. Parioli Roma |  |

| Chieti 21 maggio 1937 | DL Interchimici Trieste | 31 – 15 | S.G.M. Forza e Coraggio 1870 |  |

| Chieti 22 maggio 1937 | Pallacanestro Napoli B | 19 – 27 | DL Interchimici Trieste |  |

| Chieti 22 maggio 1937 | S.S. Parioli Roma | 25 – 23 | S.G.M. Forza e Coraggio 1870 |  |

| Chieti 23 maggio 1937 | S.S. Parioli Roma | 28 – 20 | Pallacanestro Napoli B |  |

| Chieti 23 maggio 1937 | DL Interchimici Trieste | 27 – 13 | S.G.M. Forza e Coraggio 1870 |  |

### Classifica
|  |    | Classifica finale       | Pt | G | V | P | PF | PS |
|  | -- | ----------------------- | -- | - | - | - | -- | -- |
|  | 1. | S.S. Parioli Roma       | 6  | 3 | 3 | 0 | 79 | 64 |
|  | 2. | Interchimici Trieste    | 4  | 3 | 2 | 1 | 75 | 58 |
|  | 3. | Forza e Coraggio Milano | 2  | 3 | 1 | 2 | 54 | 86 |
|  | 3. | Pallacanestro Napoli B  | 0  | 3 | 0 | 3 | 67 | 67 |

## Verdetti
- Campione d'Italia di Prima Divisione:Società Sportiva Parioli Roma

Formazione: Triolo, Ragnini, Bartoli, Mazza, Cionni, Massetti, Camilli, Cristiani